# Jaba Lipartia
Jaba Lipartia est un footballeur géorgien, né le 16 novembre 1987 à Tbilissi. Il évolue au poste de milieu offensif.

## Palmarès
- WIT Georgia Tbilissi
  - Vainqueur du Championnat de Géorgie en 2009.
  - Vainqueur de la Coupe de Géorgie en 2010.
  - Vainqueur de la Supercoupe de Géorgie en 2009.